# Серра, Роберто
Роберто Серра (итал. Roberto Serra, род. 4 сентября 1982 года, г.Аоста, область Валле-д’Аоста,
Италия) — итальянский шорт-трекист, выступавший на Олимпийских играх 2006 и 2010 годов. серебряный призёр чемпионата мира 2007 года в команде. бронзовый призёр чемпионата мира 2004года в эстафете, пятикратный чемпион Европы в эстафете.

## Спортивная карьера
Роберто Серра в 2000 году принимал участие на юниорском чемпионате мира, где занял в многоборье только 31-е место, а на следующий год занял 29-е место. В национальную сборную попал в 2002 году. В 2003 году впервые принял участие на Кубке мира в Пекине, где в эстафете был вторым. Уже в 2004 году в январе на европейском чемпионате в Зутермере вместе с Фабио Картой, Николой Франческиной,Николой Родигари, Микеле Антониоли выиграл золото в эстафете, в марте на чемпионате мира в Гётеборге взяли бронзу, а через неделю на командном чемпионате мира в Санкт-Петербурге тоже взяли третье место.
До 2010 года Роберто в составе эстафеты выиграл ещё 4-е золотые медали на европейских чемпионатах в Крынице-Здруй 2006, Вентспилсе 2008, Турине 2009 и Дрездене 2010 годах.
В 2007 году на командном чемпионате мира в Будапеште стал серебряным призёром в команде. На Кубке мира занял на 500 м 2-е и 3-е места соответственно в Будапеште и Херенвене и золото эстафеты в Херенвене. В 2008 году на чемпионате Европы в Вентспилсе в личном зачёте стал 22-м. А в 2009 году на командном чемпионате мира в Херенвене был 7-м. Он также участвовал на Олимпийских играх в Турине, где на 500 м занял 9 место, и на Олимпийских играх в Ванкувере, где был запасным в эстафете.

## Личная жизнь
Роберто Серра встречался со своей партнёршей по сборной Арианной Фонтаной и даже были помолвлены, однако через несколько месяцев после Игр в Ванкувере 2010 года они расстались.